# 中华水龙骨
中华水龙骨（学名：Polypodiodes chinensis）为水龙骨科水龙骨属下的一个种。